# 弗里德里希·克里斯蒂安森

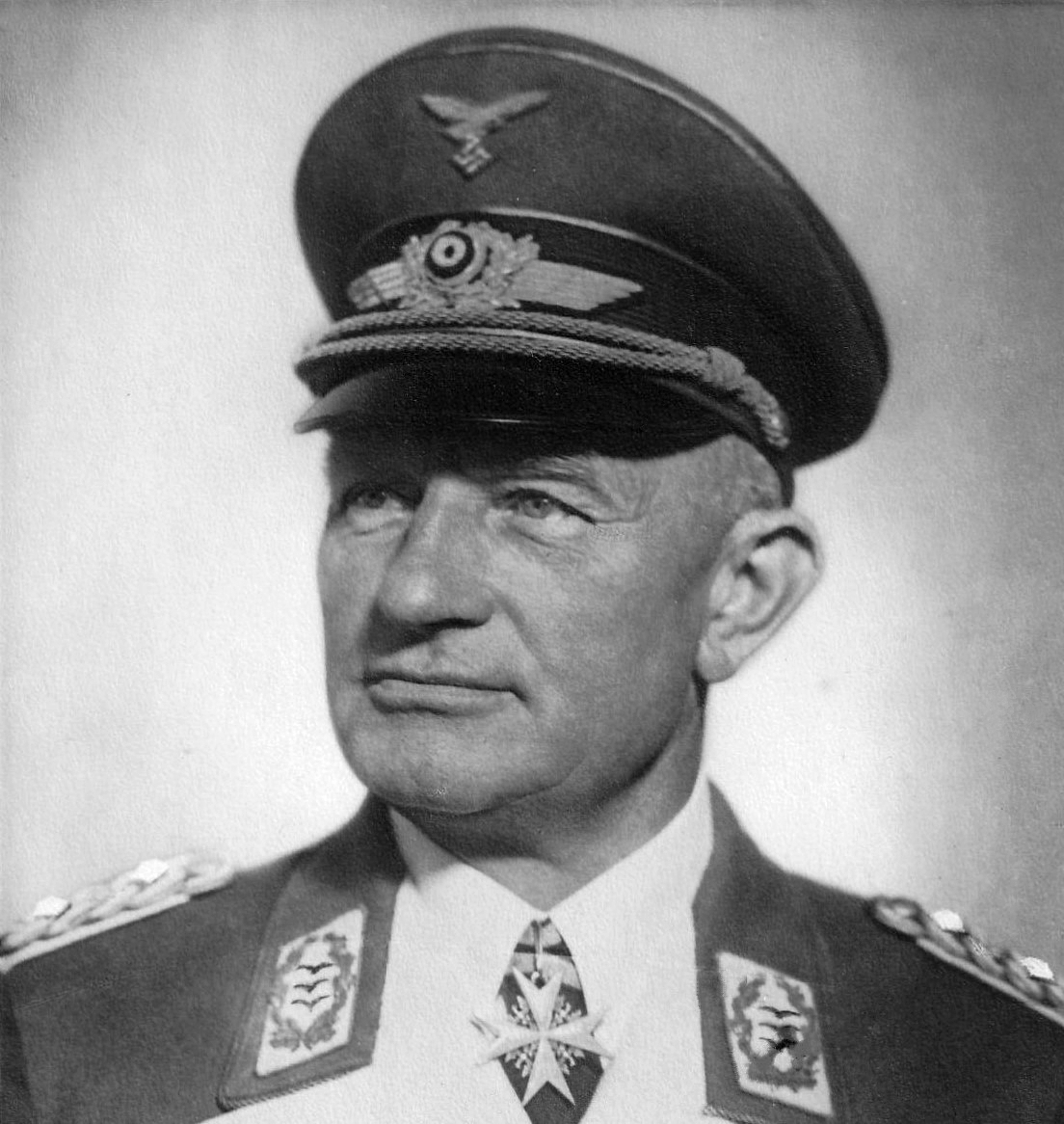
1937年的克里斯蒂安森

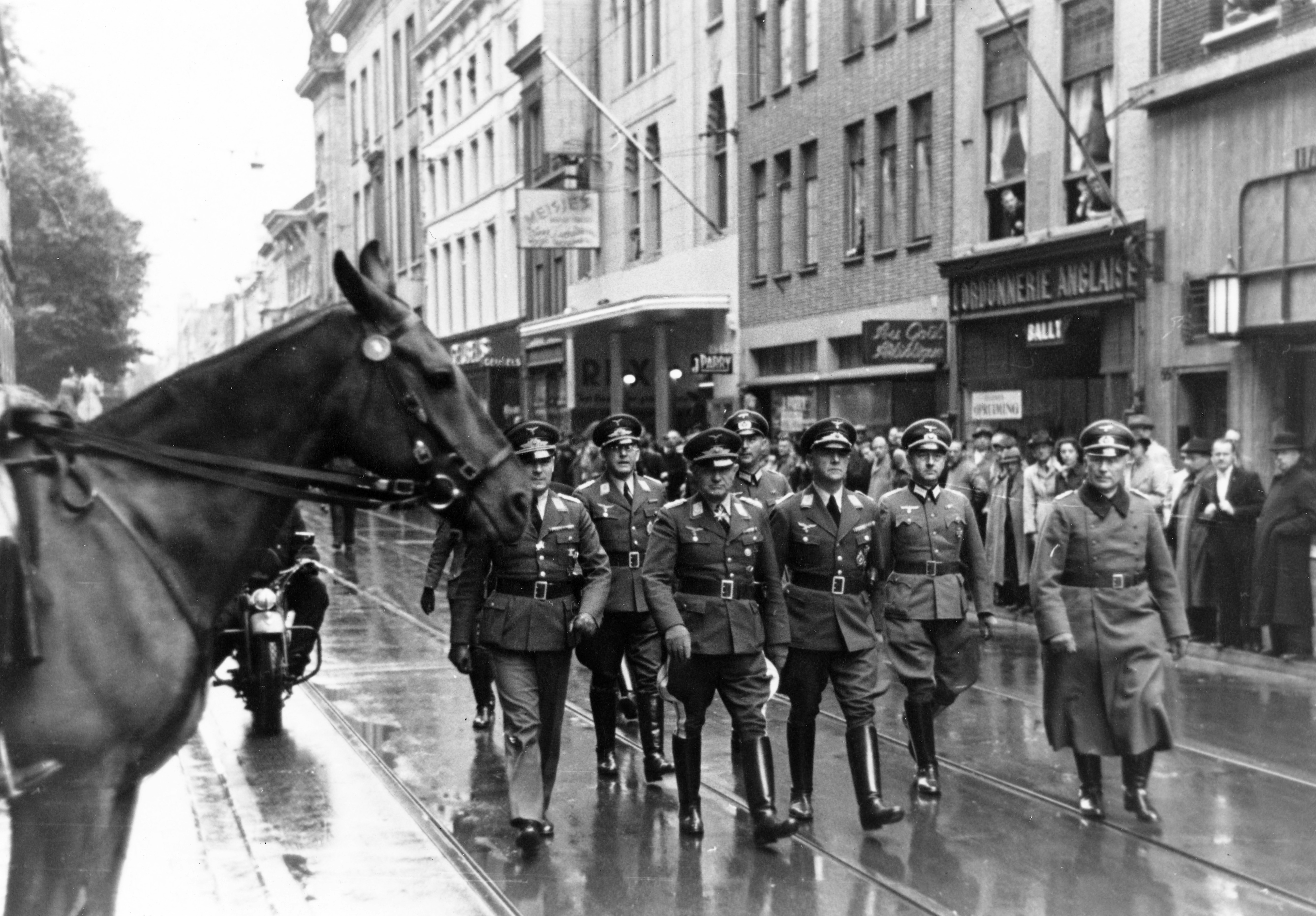
1940年，國防軍在海牙經受檢閱，居中為弗里德里希·克里斯蒂安森

弗里德里希·克里斯蒂安森（德語：Friedrich Christiansen，1879年12月12日-1972年12月3日）是一名德國將軍，在二戰期間擔任德國國防軍在荷蘭佔領區的指揮官。
克里斯蒂安森是第一次世界大戰的王牌飛行員，也是唯一一位獲得功勳勳章的水上飛機飛行員。他在兩次世界大戰期間加入了納粹黨，最終晉升為國家社會主義飛行兵團的團長。德國入侵荷蘭後，克里斯蒂安森被任命為駐荷蘭國防軍總司令。作為對荷蘭抵抗運動的回應，他下令對荷蘭平民進行報復，例如普頓突襲。他的政策同時還造成了荷蘭1944年至1945年的飢荒，該飢荒導致數千名平民在下令禁運前往荷蘭西部的所有食品運輸後死亡。戰後，克里斯蒂安森被捕並被判犯有戰爭罪。